# ویرینگن
ویرینگن (به هلندی: Wieringen) یک شهرک با حقوق شهرک و روستای سابق در هلند است که در Hollands Kroon واقع شده‌است. ویرینگن ۲۱۲٫۵۰ کیلومتر مربع مساحت و ۸٬۷۰۵ نفر جمعیت دارد.